# Heteroderidae
Heteroderidae is een familie van op wortels parasiterende rondwormen (aaltjes) uit de  klasse Chromadorea. Uit deze familie zijn vooral de aardappelcystenaaltjes bekend die aardappelmoeheid veroorzaken.
Andere in Nederland voorkomende soorten zij het noordelijk wortelknobbelaaltje (Meloidogyne hapla) dat ook aardappelen kan aantasten, maar verder leeft op de wortels van andere planten (soorten uit de Vlinderbloemenfamilie, mais en andere graansoorten). Uit dit geslacht komen in Nederland nog twee plaagsoorten voor: M. chitwoodi (sinds de jaren 1980 vooral op mais) en M. fallax (pas in 1996 beschreven, vooral op suikerbieten).

## Indeling[2]
Tot de orde behoren volgende families:
- Geslacht Cryphodera
- Geslacht Dolichodorus
- Geslacht Globodera (aardappelcystenaaltjes)
- Geslacht Heterodera
- Geslacht Hylonema
- Geslacht Meloidodera
- Geslacht Meloidogyne (wortelknobbelaaltjes)